# ザ・パンチ
ザ・パンチは、吉本興業に所属する日本のお笑いコンビ。1998年1月結成。『M-1グランプリ2008』ファイナリスト、『THE SECOND 〜漫才トーナメント〜2024』準優勝。

## メンバー
パンチ浜崎（パンチはまさき、1981年1月16日 - ）（44歳）
ボケ担当、立ち位置は向かって左。
本名、浜崎 陽介（はまさき ようすけ）。東京都小平市出身。身長173 cm、体重76 kg。血液型はO型。
趣味はラップ、飲酒、中国古代史。
パンチパーマが特徴。しかし相方・松尾と初めて出会った際は、茶髪のロングヘアーだった。

ノーパンチ松尾（ノーパンチまつお、1980年7月30日 - ）（44歳）
ツッコミ担当、立ち位置は向かって右。
本名、松尾 和範（まつお かずのり）。東京都田無市（現西東京市）出身。身長172 cm、体重55 kg。血液型はA型。
趣味はスポーツ観戦、ゲーム、サッカー。

## エピソード

### コンビ
- 東京都立小平高等学校の同級生で、在学中の1998年に結成。2003年、ネタと演技作りのために髪型をパンチパーマにしたのをきっかけにコンビ名をそれまでの「パラメ」[4]から「ザ・パンチ」へ改めた[3][5]。コンビ名は「松尾・浜崎」、先述の「パラメ」を経て現在に至る。
- NSC出身ではなく、オーディションからデビューした。
- 『M-1グランプリ2008』において、ラストイヤーにして初の決勝戦進出。しかし、緊張と重圧もあって最下位に終わる。
  - その後のイベント『AGE AGE LIVE』や『爆笑レッドカーペット』（フジテレビ）ではこれをネタにした。『王様のブランチ』（TBSテレビ）ではネタ中、松尾が「これM-1でスベったやつじゃん!!」と自虐して爆笑を攫った。
  - 大会翌日の『森田一義アワー 笑っていいとも!』（フジテレビ）に出演した際、香取慎吾に「何で9位で出るんですか!?」とイジられ本人たちも「何でなのか俺らが聞きたいですよ!」と返していた。また、決勝でのキャッチコピーが「ラストチャッチャチャーンス」と他のファイナリストに比べてふざけたものだったこともネタにしていた。
  - 『クイズプレゼンバラエティー Qさま!!』（テレビ朝日）内の「高さ10mから今すぐ飛び込め」に浜崎が挑戦した際、なかなか飛ぼうとしない浜崎に痺れを切らした山崎静代（南海キャンディーズ）が「浜崎! お前そんなんやからM-1最下位やねん!」と野次った。それを受けて松尾は「しずちゃん、それ俺も傷つくからさ…」と凹み、山里亮太（南海キャンディーズ）も「言っても、俺らも2005年で最下位だったけど…」と呟いていた。
  - 『M-1グランプリ2017』後に配信された『よしログ』で、同年の『M-1』にて最下位となったマヂカルラブリー[6]に浜崎は「元ビリとして、ひとつだけメッセージを伝えたい。絶対に本を出そう! 今の気持ちを本に書きなさい。俺もやっておけばよかったと思っている。本を出した方がいい」と助言した。また、松尾は大会直前にマヂカルラブリーへ一度伝えた言葉だとした上で、「『ひどい結果になったとしても死なないよ』って、もう1回言ってあげたい」とコメントしている。
  - 近年では予選大会のMCを担当することも多く、2023年大会は1回戦の開幕戦のMCを担当した。
- 『M-1』決勝戦以降はルミネtheよしもとなどのライブを中心に活動しており、2017年9月24日の「よしログ」にて「よしもと内で最も代打出演の多い芸人」と自称。病欠や遅刻といった芸人の代打として年間約30ステージほど出番があるのを明かしている。
- 2021年4月26日より、YouTubeで『ザ・パンチチャンネル』の活動を開始。
- 2024年、『THE SECOND 〜漫才トーナメント〜2024』においてグランプリファイナルに進出し、『M-1グランプリ』を含むと16年ぶりのファイナリストとなった。5月18日のグランプリファイナルでは一回戦でタイムマシーン3号、準決勝でタモンズを破り、決勝戦進出を決める。決勝戦ではそれまで封印していた嘆きツッコミを解禁し会場を沸かすもグランプリファイナル内で最低得点となり、ガクテンソクに敗れる形で準優勝となった[1]。

### 浜崎
- 入江慎也（元カラテカ）率いる「入江軍団」の一員[7]。
- 毛根が耐えられなくなったため緩いオールバックに髪型を変え[8]、2002年頃からはパンチパーマをあてている[9]。東中野でカットモデル（正確にはパンチパーマモデル）をしているとのこと[10]。
- 舞台衣装は上下紫色の衣装に、紫色のストールをかけてブローチをしている。2010年頃からは同じような色調のネクタイを締めている。2003年頃は赤とピンクの衣装だった[9]。
- 芸人かDJになるか本気で悩んでいた時期がある。
- コンビ結成当初はハイキングウォーキング、ニューカリカ、おしみんまる（元犬の心）など複数の芸人で同居していた。
- 2019年2月9日、自身のTwitterにて一般人女性との結婚を発表[11]。
- 2019年6月24日、5年前に入江主催で行った忘年会に反社会的勢力が同席しており、両者の間で一定の金銭のやり取りがあったことが発覚。本人は反社会的勢力主催との認識はなかったものの、無期限謹慎処分となった[12]。2019年8月9日、『謹慎処分は本日を以て解除』と報告された[13]。
- 謹慎中は知り合いの所でアルバイトや、吉本と今後の活動について話し合うなどをしていた。他には新婚旅行でギリシャへ行っていたが新婚旅行中に謹慎処分が解除され、他の謹慎していた芸人はその日の内に復帰していたもののザ・パンチのみ数日を要して復帰という事態になった。また浜崎は、約3ヶ月以上は謹慎が解かれないと考えていたとのこと。

### 松尾
- 2009年11月頃から視力の低下により、漫才中以外は眼鏡を掛けるようになった。2010年7月頃より常時眼鏡キャラとなる。
- 『とんねるずのみなさんのおかげでした』（フジテレビ）のコーナー「細かすぎて伝わらないモノマネ選手権」へ「モーニング娘。卒業コンサート終了後、悲しみにくれるファン」のモノマネで出場（第2・第4回。第4回はファイナリスト）。当時出演していた関根勤に泣きの演技を絶賛されたことがある。
- 2013年1月3日、4年半の交際を経て4歳下のスタイリストとの入籍を吉本の公式サイト及び自身のブログで報告した[14]。
- 浜田雅功（ダウンタウン）から可愛がられており、よく食事やゴルフなどに連れて行ってもらっているが相方・浜崎は番組で共演するまで浜田とは面識がなかった。また浜田と仲の良い先輩の井本貴史（ライセンス）や同期のどりあんずとも仲が良く、井本のイベントに出演することもある。
- 2021年3月13日、Twitterにて長男の誕生を公表。

## 芸風
- 主に漫才。ツカミでは浜崎が「はいチャース、チャッチャチャース」と挨拶する。
- ネタでは浜崎が見た目に不相応な所謂「イキリ」な妄想をグダグダな言い方で発し（高級レストランで美女を口説くなど）、その浜崎を松尾がなじるようにツッコむ（例:お父さんが知らないおじさんに怒られてるの目撃して〜、サウナで金縛りに遭って〜、土佐犬の尻尾スパイクで踏んで〜など）。だが浜崎はそれを無視して話を続け、松尾が同様のツッコミを繰り返すというパターンが多い。かつては松尾が浜崎をストレートに「死んで～」と罵倒していたが、ブラック過ぎると内外から意見があったことで、マイルドかつひねりを加えたツッコミフレーズに変化していった。
- 浜崎のルックスに対して松尾が「何このスカーフ? これも変だしさ、髪も変だしさ〜」とツッコみ、最後に「でも瞳はすごいキレイ」とフォローする。
- 一部のネタでは浜崎が「俺が○○の役やるから、お前××の役やって」と松尾にシチュエーションコントを振ろうとするが、松尾は「お前と〜なんかやりたくない、やだ」と拒み続ける。しかし浜崎が「頼むよ、○○（アップルパイ 、ベルギーワッフルなど）奢るから」とお願いすると松尾はすぐ承諾して設定に入る。
- 最近は時事ネタや自分たちが行った営業先でのエピソードなどの話から、オーソドックスな漫才に入る。

## 賞レース成績・受賞歴など

### M-1グランプリ（成績）
| 年     | 結果       | エントリーNo. | 決勝戦キャッチコピー       | 備考         |
| ------ | ---------- | ------------- | -------------------------- | ------------ |
| 2001年 | 2回戦敗退  | 1224          |                            |              |
| 2002年 | 2回戦敗退  |               |                            |              |
| 2003年 | 2回戦敗退  |               |                            |              |
| 2004年 | 1回戦敗退  |               |                            |              |
| 2005年 | 準決勝敗退 |               |                            |              |
| 2006年 | 準決勝敗退 |               |                            |              |
| 2007年 | 準決勝敗退 |               |                            |              |
| 2008年 | 決勝9位    | 4441          | ラストチャッチャチャーンス | ラストイヤー |

### THE SECOND 〜漫才トーナメント〜
| 年     | 結果                          |
| ------ | ----------------------------- |
| 2023年 | 選考会敗退                    |
| 2024年 | グランプリファイナル 準優勝   |
| 2025年 | ノックアウトステージ32→16敗退 |

### その他
- 2008年 キングオブコント2008 2回戦敗退
- 2009年 キングオブコント2009 準決勝敗退
- 2010年 キングオブコント2010 3回戦敗退
- 2011年 日清食品 THE MANZAI 2011 本戦サーキット敗退
- 2012年 日清食品 THE MANZAI 2012 2回戦敗退
- 2013年 日清食品 THE MANZAI 2013 2回戦敗退
- 2014年 日清食品 THE MANZAI 2014 2回戦敗退

## 出囃子
Perfume「plastic smile」

## 出演

### テレビ
NHK総合
- 爆笑オンエアバトル ※ 戦績1勝1敗 最高421KB
- 招福! 日本の元旦 めでたいスペシャル

日本テレビ
- エンタの神様 ※キャッチコピーは「笑撃のボディブロー」
- 笑いの万博『バラエティ番組即戦力王決定戦SP』
- ラジかるッ『謹賀ラジかるッ2009』
- 太田光の私が総理大臣になったら…秘書田中。
- サタデーバリューフィーバー
- 踊る!さんま御殿!!
- EXILE GENERATION
- SUPER SURPRISE
- クギづけ 投稿動画ハイスクール 準レギュラー
- 芸人報道 浜崎のみ

TBSテレビ
- ウンナン極限ネタバトル! ザ・イロモネア 笑わせたら100万円
- 世界一短いギャグ祭りお笑いメリーゴーランド
- お笑いDynamite!
- あらびき団
- THE MONOMANE
- 教えてもらう前と後

フジテレビ
- 爆笑レッドカーペット ※キャッチコピーは「哀愁のなげき節」。2008年6月25日放送回でレッドカーペット賞受賞
- 新春ゴールデンピンクカーペット ※キャッチコピーは「けなしの衝撃」。
- 脳内エステIQサプリ
- 東京Vシュラン2・特攻野郎デリー&バリー
- お笑い芸人歌がうまい王座決定戦スペシャル

テレビ朝日
- もしものシミュレーションバラエティー お試しかっ!
- クイズプレゼンバラエティー Qさま!!
- アドレな!ガレッジ
- いきなり!黄金伝説。
- 鬼のワラ塾 ※準レギュラー
- 『ぷっ』すま

テレビ東京
- やりすぎコージー
- スキバラ・キンコンヒルズ
- スキバラ・ロンブーの怪傑!トリックスター
- 勇者ああああ～ゲーム知識ゼロでもなんとなく見られるゲーム番組～

関西テレビ
- オッチモ! 史上最大の一発ギャグ祭り!大秒殺 No.1ギャガー決定戦

読売テレビ
- 浜ちゃんが! ※加わる編として新レギュラーのオーディションに出場

東海テレビ
- バナナ塾 浜崎のみ

北海道文化放送
- タカアンドトシのどぉーだ!

メ〜テレ
- キングコングのあるコトないコト

中京テレビ放送
- フットンダ

岡山放送
- ニョッキン7

ヨシモトファンダンゴTV
- ヨシモト∞MC

### インターネット番組
- 街録ch〜あなたの人生、教えて下さい〜 浜崎のみ（YouTube番組）

### CM
サルゲッチュ　ピポサル戦記